# 公園路 (臺南市區)
公園路為台南市區南北向主要道路之一，位於中西區及北區。南起中西區湯德章紀念公園，北至北區與永康區區界之柴頭港溪中正橋接中正南路，全長約3.2公里，而公園路與安和路、南門路及國民路共編台南市道路編號23。

## 行經行政區域
- 中西區
- 北區

## 沿途地標及設施
（由南至北排序）
- 湯德章紀念公園
- 交通部中央氣象署臺灣南區氣象中心
- 原台南測候所
- 遠東百貨臺南公園店
- 衛生福利部中央健康保險署南區業務組（南區健保署）
- 臺南市家庭教育中心
- 台南市公共自行車-YouBike2.0家庭教育中心
- 台南市立公園國民小學 （页面存档备份，存于）
- 臺南轉運站
- 台南公園[註 1]
- 台南市公共自行車-YouBike2.0臺南公園（臺南轉運站）
- 321巷 藝術聚落
- 台南市立延平國民中學 （页面存档备份，存于）
- 延平市場
- 中華電信公園路服務中心
- 臺灣中油公園路站
- 中正橋
- 太子金融中心
- 台灣銀行
- 台灣企銀
- 台南市公共自行車-YouBike2.0六甲頂中正橋

## 交通改革
2023年12月30日起，公園路全段試辦開放機車行駛內側車道及不強制兩段式左轉，但保留機車待轉區，提供機車騎士更寬廣的行車空間。

## 本路段客運

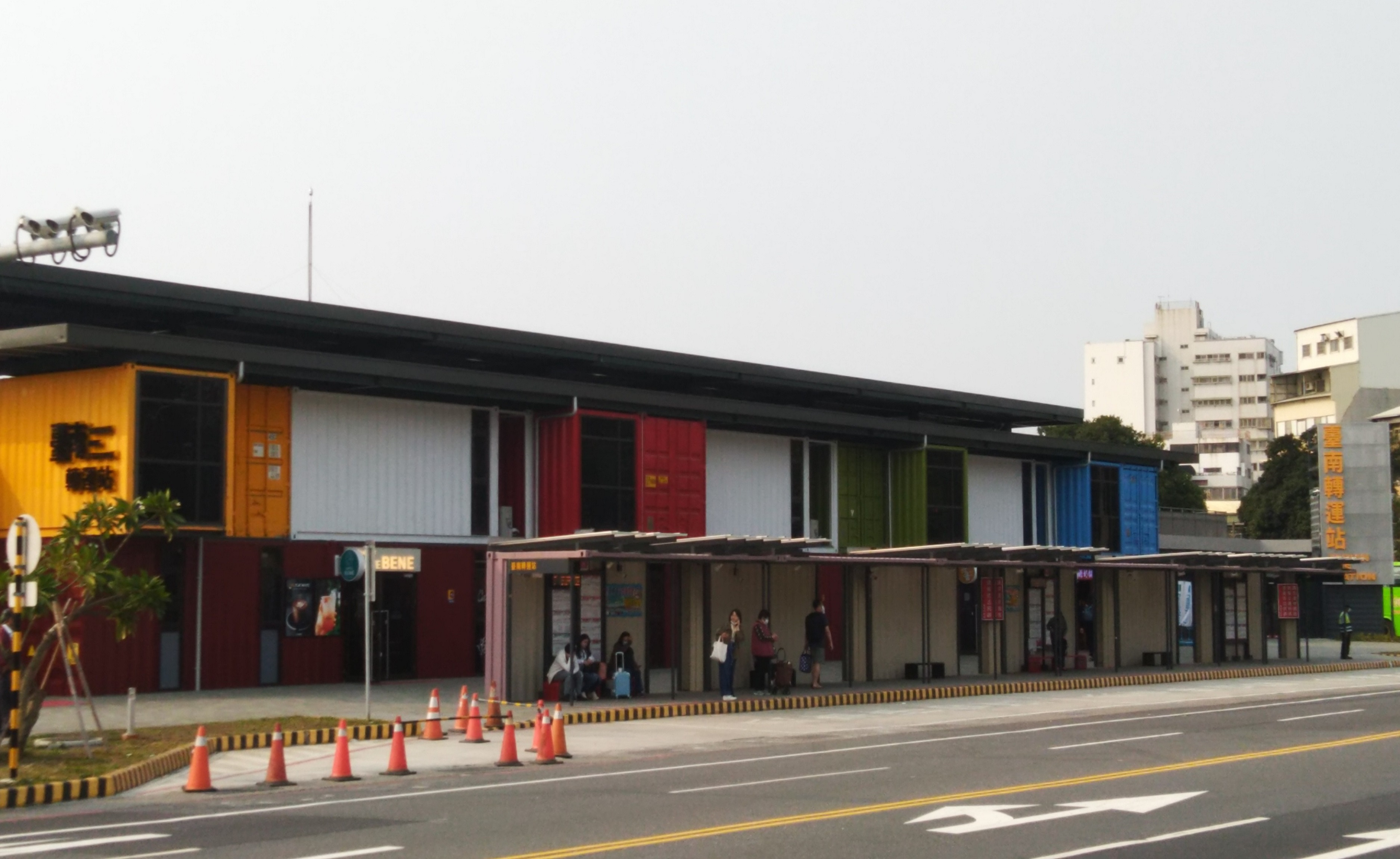
臺南轉運站

- 市區公車[2]

| 編號 | 路線                                   | 本路段公車站                        |
| ---- | -------------------------------------- | ----------------------------------- |
| 0左  | 台南車站－台南車站（逆時針循環線）     | 公園國小－公園北路口                |
| 0右  | 台南車站－台南車站（順時針循環線）     | 公園北路口－公園國小                |
| 5    | 和順轉運站－市立醫院／大甲里           | 南區健保局                          |
| 9    | 臺南轉運站－東溪埔寮福安宮             | 臺南轉運站－公園國小 正風里－正覺里 |
| 10   | 臺南轉運站－鹿耳門天后宮               | 臺南轉運站                          |
| 18   | 國民路／西門健康立體停車場－和順轉運站 | 臺南轉運站－延平國中 正風里－正覺里 |
| 19   | 臺南海事／原住民文化會館－大灣高中     | 大遠百－南區健保局                  |
| 21   | 台南車站－永康休閒育樂中心             | 公園國小－公園北路口                |

- 觀光公車[2]

| 編號 | 路線                             | 本路段公車站 |
| ---- | -------------------------------- | ------------ |
| 98   | 臺南轉運站－七股鹽山             | 臺南轉運站   |
| 111  | 小西門（西門路）－高雄國際航空站 | 臺南轉運站   |

- 幹支線公車[2]

| 編號   | 路線                                               | 本路段公車站                    |
| ------ | -------------------------------------------------- | ------------------------------- |
| 綠幹線 | 臺南轉運站－新化－玉井                             | 臺南轉運站                      |
| 綠12   | 臺南轉運站／新化－南化國中                         | 臺南轉運站（延駛）              |
| 藍幹線 | 安平工業區－西港－佳里                             | 公園路－正覺里                  |
| 橘3    | 善化轉運站－安定－和順轉運站／臺南轉運站           | 臺南轉運站（延駛）              |
| 橘11   | 下營區公所－麻豆轉運站－西港－安南醫院／臺南轉運站 | 臺南轉運站（延駛）              |
| 橘11-1 | 下營區公所／麻豆轉運站－西港－臺南轉運站           | 臺南轉運站                      |
| 橘12   | 麻豆轉運站－善化轉運站－臺南轉運站                 | 臺南轉運站                      |
| 橘13   | 臺南轉運站－平實轉運站－麻豆轉運站                 | 臺南轉運站                      |
| 紅1    | 臺南轉運站－太子廟－歸仁－關廟轉運站               | 臺南轉運站                      |
| 紅2    | 西門健康立體停車場／臺南轉運站－上崙仔－關廟轉運站 | 臺南轉運站 （延駛線公車無靠站） |
| 紅3    | 臺南轉運站－台南航空站－高鐵台南站－關廟轉運站     | 臺南轉運站                      |
| 紅4    | 臺南轉運站－後壁厝－奇美博物館                     | 臺南轉運站                      |